# Ville Taulo
Ville Taulo (Lahti, 14 agosto 1985) è un ex calciatore finlandese, di ruolo difensore.

## Carriera

### Club
Taulo cominciò la carriera con la maglia del Lahti, per poi passare allo HJK. Fu poi ingaggiato dal Taranto, per cui esordì nella Prima Divisione in data 31 gennaio 2010, in occasione del pareggio a reti inviolate sul campo della SPAL. Fu poi ceduto al Bellinzona con la formula del prestito, debuttando nella Super League il 5 febbraio 2011: subentrò a Drissa Diarra nella sconfitta per 1-5 contro gli Young Boys. Una volta terminata questa esperienza, passò al Lahti con la stessa formula. Scaduto il contratto con il Taranto, si ritrovò svincolato e firmò allora un accordo con i norvegesi dell'Alta: debuttò nella 1. divisjon in data 12 agosto 2012, quando fu titolare nel successo per 3-2 sul Bryne. Si svincolò a fine stagione. Il 12 agosto 2013, firmò per lo HIFK.

### Nazionale
Conta 4 presenze per la Finlandia.

## Statistiche

### Cronologia presenze e reti in nazionale
| Cronologia completa delle presenze e delle reti in nazionale ― Finlandia | Cronologia completa delle presenze e delle reti in nazionale ― Finlandia | Cronologia completa delle presenze e delle reti in nazionale ― Finlandia | Cronologia completa delle presenze e delle reti in nazionale ― Finlandia | Cronologia completa delle presenze e delle reti in nazionale ― Finlandia | Cronologia completa delle presenze e delle reti in nazionale ― Finlandia | Cronologia completa delle presenze e delle reti in nazionale ― Finlandia | Cronologia completa delle presenze e delle reti in nazionale ― Finlandia |
| Data                                                                     | Città                                                                    | In casa                                                                  | Risultato                                                                | Ospiti                                                                   | Competizione                                                             | Reti                                                                     | Note                                                                     |
| ------------------------------------------------------------------------ | ------------------------------------------------------------------------ | ------------------------------------------------------------------------ | ------------------------------------------------------------------------ | ------------------------------------------------------------------------ | ------------------------------------------------------------------------ | ------------------------------------------------------------------------ | ------------------------------------------------------------------------ |
| 12-11-2005                                                               | Helsinki                                                                 | Finlandia                                                                | 2 – 2                                                                    | Estonia                                                                  | Amichevole                                                               | -                                                                        | 85’                                                                      |
| 21-1-2006                                                                | Riad                                                                     | Arabia Saudita                                                           | 1 – 1                                                                    | Finlandia                                                                | LG Cup 2006 (Arabia Saudita)                                             | -                                                                        | 82’                                                                      |
| 25-1-2006                                                                | Riad                                                                     | Corea del Sud                                                            | 1 – 0                                                                    | Finlandia                                                                | LG Cup 2006 (Arabia Saudita)                                             | -                                                                        | 69’                                                                      |
| 2-2-2008                                                                 | Pafos                                                                    | Finlandia                                                                | 0 – 1                                                                    | Polonia                                                                  | Amichevole                                                               | -                                                                        | 67’                                                                      |
| Totale                                                                   |                                                                          | Presenze                                                                 | 4                                                                        |                                                                          | Reti                                                                     | 0                                                                        |                                                                          |

## Palmarès

### Club

#### Competizioni nazionali
- Campionato finlandese: 1

HJK: 2009
- Coppa di Finlandia: 1

HJK: 2008
- Liigacup: 1

Lahti: 2007